# 神奈川県立城山高等学校
神奈川県立城山高等学校（かながわけんりつ しろやまこうとうがっこう）は、かつて神奈川県相模原市緑区城山一丁目に所在した公立の高等学校。
2023年に神奈川県立相模原総合高等学校と統合し神奈川県立相模原城山高等学校が開校した。

## 設置学科
- 普通科

## 沿革
- 1975年4月 - 開校。
- 2023年3月 - 閉校。

## 交通
- JR横浜線・相模線・京王相模原線橋本駅よりバス「城山高校前」下車 徒歩1分

## 著名な出身者
- 坂本洋子（山形放送アナウンサー）[1]
- 小松正英（フリーアナウンサー）[2]
- 奥山正憲 (ビーチサッカー日本代表)
- 佐々木翔（サッカー選手）[3]
- 真壁刀義(プロレスラー）
- 鈴木淳 (サッカー選手)
- 瀧澤克成 (ギタリスト)
- 飯田章 (レーシングドライバー)